# Thiratoscirtus khonvoum
Espèce
Thiratoscirtus khonvoum est une espèce d'araignées aranéomorphes de la famille des Salticidae.

## Distribution
Cette espèce est endémique du Congo-Kinshasa. Elle se rencontre dans le parc national de la Salonga.

## Description
La carapace de la femelle holotype mesure 3,24 mm de long sur 2,61 mm et l'abdomen 3,80 mm de long sur 2,58 mm.

## Systématique et taxinomie
Cette espèce a été décrite par Pett en 2024.

## Étymologie
Cette espèce est nommée en l'honneur de Khonvoum. 

## Publication originale
- Pett, Iyomi & Mbende, 2024 : « Discovery of three new species of Thiratoscirtus (Araneae: Salticidae: Thiratoscirtinae) from Central African rainforest. » Zootaxa, no 5399(2), p. 155-162.